# China Video Disc
CVD (ang. China Video Disc) – format zapisu multimediów na płytach CD stworzony podczas prac nad opracowaniem standardu SVCD i bardzo do niego podobny. Najważniejszą różnicą jest niższa (horyzontalna) rozdzielczość, która wynosi 352x480 (NTSC) lub 352x576 (PAL/SECAM). W związku z tym, że 352x480/576 jest jedną z typowych rozdzielczości standardu DVD-Video, obraz (ale nie dźwięk) w formacie CVD jest z nim w pełni kompatybilny, dlatego pozwala uniknąć problemu aliasingu występującego przy odtwarzaniu SVCD w odtwarzaczach DVD. Niższa rozdzielczość pozwala na zredukowanie przepływności przy jednoczesnym utrzymaniu liczby artefaktów na minimalnym poziomie.
CVD wspiera wszystkie dodatkowe funkcje (dodatkowe napisy, alternatywne ścieżki audio itp.) obecne w standardzie SVCD.